# Cinema do México
A história do cinema do México começa no início do século XX, quando vários entusiastas do novo meio documentaram acontecimentos históricos — em especial a revolução mexicana — e produziram alguns filmes que só recentemente foram redescobertos.
Durante os anos 20, foram produzidos muito poucos filmes, em grande parte devido à grande instabilidade do clima político.
Nos anos 30, depois de chegar a paz e alguma estabilidade política, a cinematografia mexicana arrancou de vez, e foram feitos vários filmes que ainda experimentavam o novo meio. É importante notar o modo como os primeiros cineastas mexicanos foram influenciados e encorajados pela visita que Serguei M. Eisenstein fez ao país.
Durante os anos 40, desenvolveu-se todo o potencial da indústria. Actores, actrizes e realizadores tornaram-se ícones populares e mesmo figuras com influência política em várias esferas da vida mexicana. A indústria mexicana recebeu um empurrão em consequência da reorientação dos esforços de Hollywood para filmes de propaganda, que deixou um espaço aberto para ser ocupado por outras indústrias. O México dominou o mercado cinematográfico da América Latina durante a maior parte dos anos 40, sem a competição da indústria norte-americana.
É esta época que recebeu o nome de anos de ouro do cinema mexicano. Actores como Pedro Infante, Jorge Negrete, Cantinflas, os Irmãos Ramón Valdés, Manuel Valdés e Germán Valdés Tin Tán, Joaquín Pardave, María Félix e Dolores del Río ganharam popularidade. Gabriel Figueroa tornou-se um realizador aclamado internacionalmente, e Emilio Fernández e Luis Buñuel realizaram alguns dos filmes mais importantes do México.
Os temas dos filmes desses anos, embora na maior parte apresentados no formato de dramas ou comédias convencionais, tocaram todos os aspectos da sociedade mexicana, desde o ditador do século XIX, Porfirio Díaz e a sua corte, até histórias de amor, sempre manchadas pelo drama.

## Era de ouro
A chamada Época de Ouro do Cinema Mexicano, ou Era de Ouro do Cinema Mexicano, é um período na história do cinema mexicano entre 1936 e 1956, quando a indústria cinematográfica do país alcançou elevados níveis de qualidade na produção e sucesso econômico de seus filmes, além de ganhar um grande reconhecimento internacional.  Foi neste período que a indústria cinematográfica mexicana tornou-se o centro de produção de filmes em língua espanhola.  Nos anos anteriores à "época de ouro", o México produziu pouco mais de 30 filmes ao ano. Já na sua "Era de Ouro", eram produzidos uma média de 80 a 100 filmes por ano.
A Época de Ouro do Cinema Mexicano coincidiu com as administrações de Lázaro Cárdenas (1934-1940), Manuel Ávila Camacho (1940-1946) e Miguel Alemán Valdés (1946-1952), e estava relacionada a um crescimento econômico e prosperidade sem precedentes no país. Além disso, durante as décadas de 30 e 40, surgiu no país um movimento cultural chamado Muralismo, que promovia o renascimento da arte mexicana pela intervenção social e política através da arte.
A época de ouro do cinema mexicano chegou ao seu auge quando Maria Candelária ganhou o Grande Prêmio no Festival de Cannes em 1946.